# Siolokaha
Siolokaha  est une localité du Nord de la Côte d'Ivoire et appartenant au département de Ferkessédougou, Région des Savanes. La localité de Siolokaha est un chef-lieu de commune.